# 1567
| 1567               |
| ------------------ |
| Dødsfald - Fødsler |
|                    |

| Gregoriansk kalender | 1567 MDLXVII            |
| Ab urbe condita      | 2320                    |
| Armensk kalender     | 1016 ԹՎ ՌԺԶ             |
| Kinesiske kalender   | 4263 – 4264 丙寅 – 丁卯 |
| Etiopisk kalender    | 1559 – 1560             |
| Jødisk kalender      | 5327 – 5328             |
| Hindukalendere       |                         |
| - Vikram Samvat      | 1622 – 1623             |
| - Shaka Samvat       | 1489 – 1490             |
| - Kali Yuga          | 4668 – 4669             |
| Iransk kalender      | 945 – 946               |
| Islamisk kalender    | 975 – 976               |

Konge i Danmark: Frederik 2. 1559-1588; Danmark i krig: Den Nordiske Syvårskrig 1563-1570
Se også 1567 (tal)

## Begivenheder
- 12. februar – Thomas Campion døbes.
- 24. juli - Dronning Marie Stuart af Skotland tvinges til at abdicere til fordel for den 1-årige Jakob 6.

## Født
- 14. oktober - Jacob Rosenkrantz, dansk-norsk godsejer, lensmand og diplomat. (død 1616).

## Dødsfald
- 10. januar – Henry Darnley, gift med den skotske dronning Marie Stuart, myrdes.